# Сиротское Второе
Сиротское Второе (укр. Сирітське Друге) — село, относится к Ширяевскому району Одесской области Украины.
Население по переписи 2001 года составляло 73 человека. Почтовый индекс — 66863. Телефонный код — 4858. Занимает площадь 0,33 км². Код КОАТУУ — 5125483606.

## История
В 1945 г. Указом ПВС УССР село Фердинандовка Вторая переименовано в Сиротское Второе.

## Местный совет
66863, Одесская обл., Ширяевский р-н, с. Новоелизаветовка, ул. Чкалова, 51